# Laverstock
Laverstock è un villaggio e una parrocchia civile che dista circa 1,6 km a est dal centro di Salisbury contea del Wiltshire nel Sud Ovest dell'Inghilterra, Regno Unito. 

## Geografia fisica

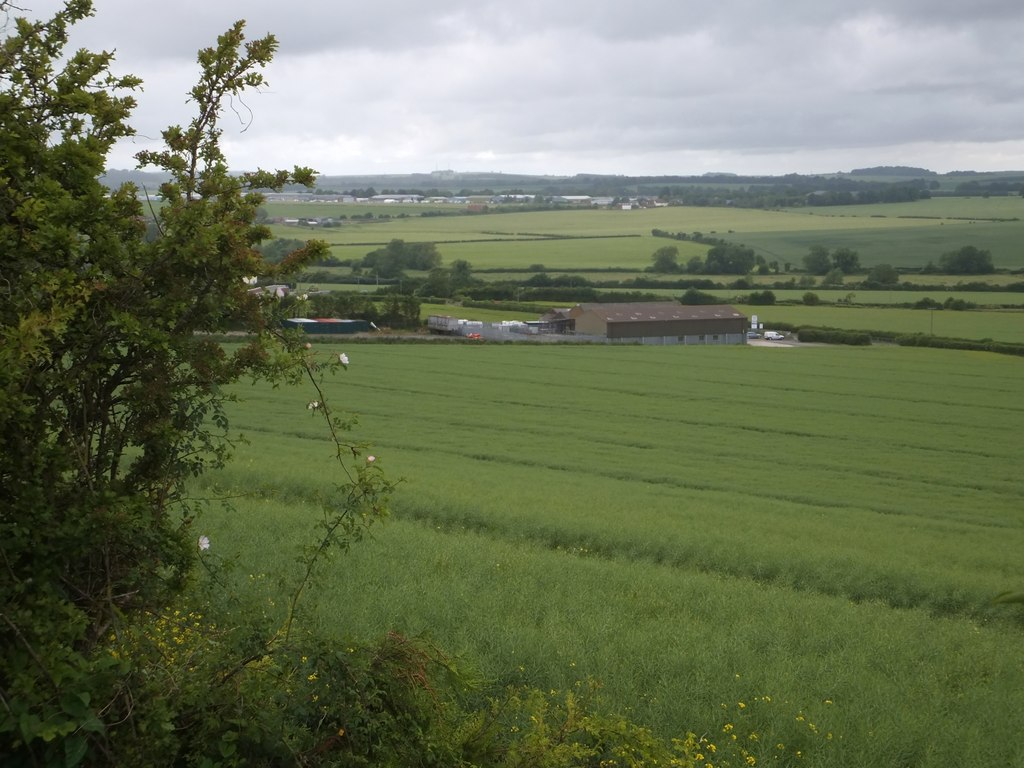
Territorio agricolo sul versante nord di Ford Down

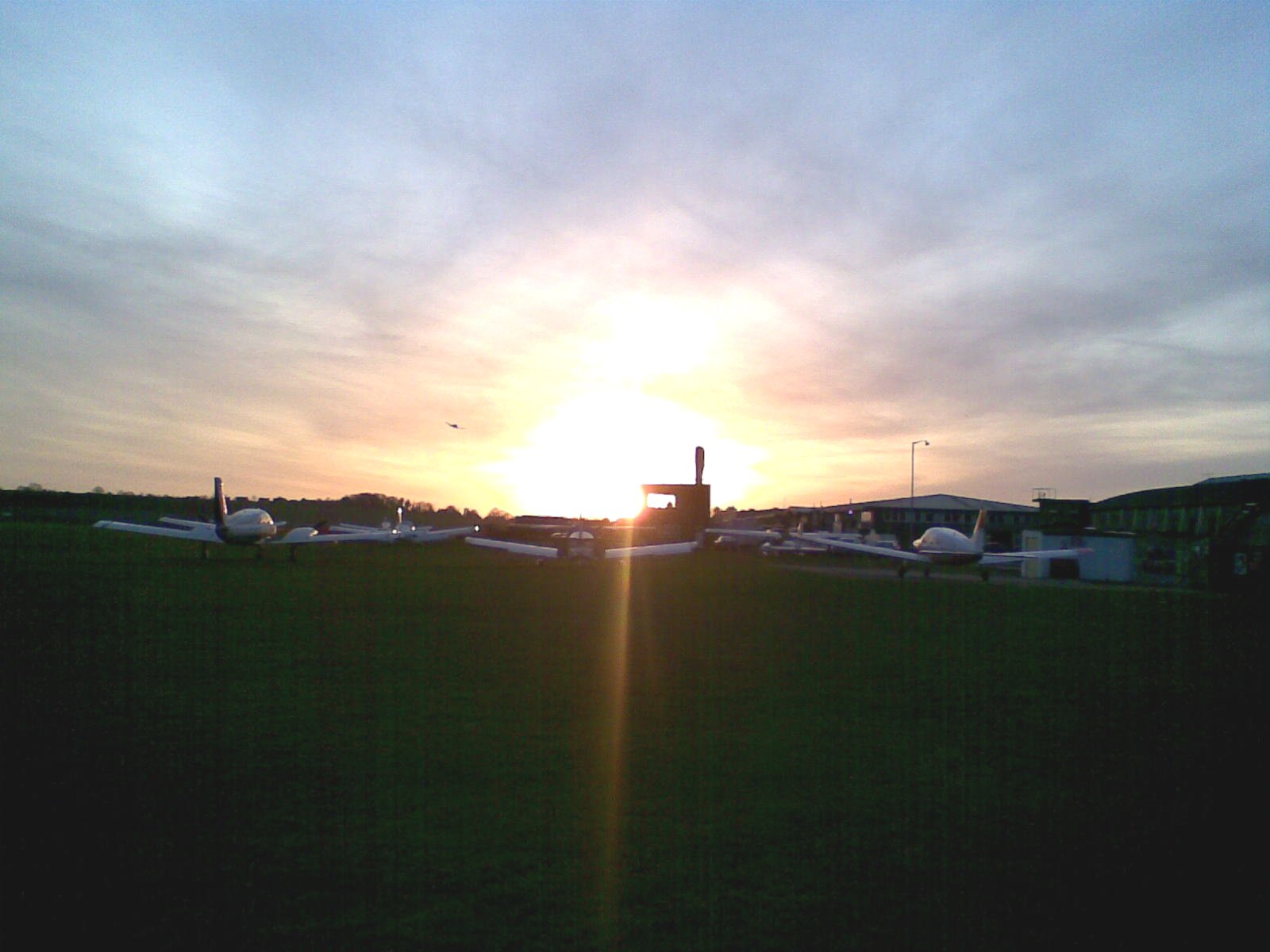
Aeroporto di Old Sarum

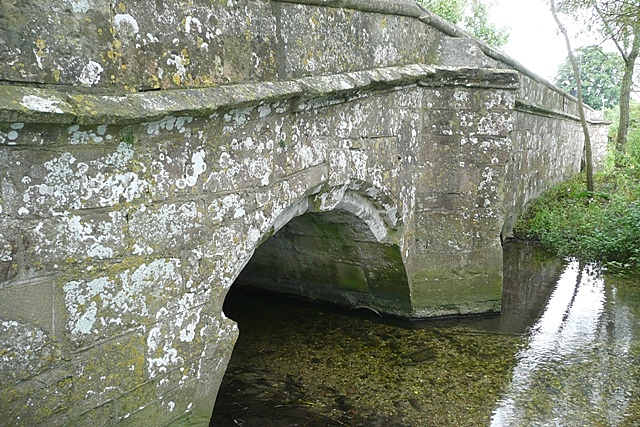
Ponte sul fiume Bourne

### Territorio
Il territorio della parrocchia civile di Laverstock occupa una superficie di 9.095 km² con un livello medio sul mare di circa 62 metri. Ha approssimativamente la forma di un 7 e comprende, oltre al borgo di Ford, la metà orientale dell'ex maniero di Milford, l'area vicino all'antico insediamento di Old Sarum e parte del distretto di Hampton Park. L'area è bagnata dal fiume Bourne, un ramo del fiume Avon, e il terreno è prevalentemente costituito da selce e gesso.

## Storia
Vi sono evidenze di insediamenti di antiche popolazioni dell'Età del Bronzo e del Ferro per la presenza di resti di capanne circolari con recinti separati per gli animali e tracce di attività agricole. I resti dell'attività estrattiva di selce risalente al Neolitico sono stati identificati su Burrough's Hill, insieme a tracce di diversi tumuli. L'estrazione di selce, in epoca medievale, aveva fatto nascere fornaci per la ceramica molto attive, tanto da essere note come Laverstock Ware. Su Cockey Down si trovano resti di insediamenti romano-britannici e un cimitero, insieme a un'ampia rete di campi, sentieri e piste, inoltre, a Laverstock Down è stato rinvenuto un essiccatoio per il mais. Questo territorio era un'ampia e importante area agricola, situata in posizione tale da garantire la massima esposizione al sole e la massima allerta in caso di attacchi. Laverstock e l'adiacente Millford si svilupparono nella valle del fiume Bourne, separati dalla vicina e più grande Salisbury. Il ponte di St. Thomas prende il nome dall'arcivescovo Thomas Becket, che probabilmente vi passò durante il suo viaggio da Salisbury a Clarendon Palace, dove incontrò Enrico II. Il suo nome deriva dal francese Laferce (allodola) e da stoc, che significa insediamento parzialmente recintato da una palizzata. Nel tempo venne chiamato Lavrochestoche, Laverkestok, nel XII secolo, Laverstok, nel XIII secolo, e infine Larchestoke, nel XVI secolo.
La conformazione del terreno lo rendeva ideale per la creazione di vie di comunicazione a lunga percorrenza e i romani vi costruirono ampie strade. Si ritiene che probabilmente prima del XIII secolo alcune di queste antiche vie collegassero Laverstock ai porti di Southampton e Bristol. Fu attiva un'importante industria manifatturiera rurale. Un tempo apparteneva al duca Humphrey. Nel XIX secolo vi venne fondato un manicomio che divenne uno dei più grandi manicomi privati del paese che sperimentò vari tipi di trattamenti.

## Monumenti e luoghi d'interesse

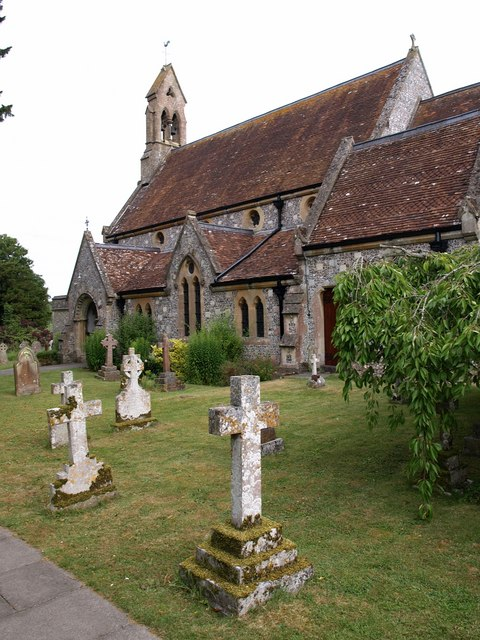
Chiesa di Sant'Andrea a Laverstock

Ci sono vari edifici storici e altri siti d'interesse nel territorio di Laverstock.
- Chiesa di Sant'Andrea (in inglese Church of St Andrew). Si tratta di una chiesa parrocchiale anglicana con dedicazione a Sant'Andrea. Si tratta di una struttura con una torre con due campane. È costruita in selce, con rivestimenti in pietra a conci bugnati. L'interno della chiesa è ben arredato e presenta finestre sud ed est riccamente dipinte. Una parte della vecchia chiesa è ancora in piedi nel cimitero e contiene monumenti della famiglia Bathurst e altre lapidi. È composta da navata centrale, navata laterale sud, presbiterio, cappella sud, portico sud e aula parrocchiale annessa all'estremità ovest, con campanile a vela sul timpano ovest. Si presenta in stile gotico. Il portico sud a timpano presenta una porta romanica con modanatura che incorpora alcune pietre originali e fusti annessi. Vi sono contrafforti angolari e tre archi a sesto acuto sul lato ovest. La porta interna ha un arco a sesto acuto con ghiera e terminali fogliati. La porta che conduce alla navata sud è simile. La navata laterale sud presenta una bifora con traforo a lastra e ghiera a sinistra del portico e a destra si trovano due archi a sesto acuto ai lati della bifora centrale con traforo a lastra e ghiera a lastra con terminali fogliati, sormontata da timpano. La cappella sud ha un portale con spallette, bloccato dall'interno, e una cuspide a sesto acuto a destra. La finestra est della cappella è un gruppo di tre cuspide a sesto acuto, con una cornice continua all'estremità est della chiesa. Il presbiterio presenta una finestra a due luci con traforo a piastra e stipite a cappa sul lato sud, una finestra a tre luci con traforo a piastra e stipite a testa intagliata all'estremità est e tre cuspide a sesto acuto sul lato nord. La navata nord presenta una finestra a tre luci con traforo a piastra e due finestre a due luci con traforo a piastra. La finestra ovest è a quattro luci in stile geometrico decorato. Il presbiterio ha un tetto a travi a forbice, arco a sesto acuto a doppia smussatura, arco a sesto acuto verso la cappella sud e porta con modanatura a falda e terminali a fogliami. Tutti gli arredi interni sono originali vittoriani. La finestra occidentale e le altre finestre presentano vetrate a grisaglia del XIII secolo riutilizzate dalla cattedrale di Salisbury, rinvenute nel fossato cittadino nel 1933. Le finestre del presbiterio riutilizzano vetrate istoriate del XVIII e dell'inizio del XIX secolo. Il lato nord del presbiterio presenta vetrate istoriate della fine del XIX secolo dedicate alla famiglia Greenly. Le lapidi a muro nel portico sud sono del XVIII secolo e dell'inizio del XIX secolo, tra cui una con una bella iscrizione dedicata a Peter Bathurst di Clarendon Park, morto nel 1718. Nell'estremità occidentale del sagrato si trovano alcuni resti frammentari di una chiesa medievale. L'English Heritage ha inserito dal 28 marzo 1985 la chiesa di Sant'Andrea di Laverstock tra gli edifici storici come monumento classificato di seconda categoria col numero  1355734. La chiesa appartiene alla diocesi di Salisbury.[7][8][9]
- Milford Mill Bridge, ponte sul fiume Bourne, monumento classificato di prima categoria.[10]
- Aeroporto di Old Sarum.

## Economia

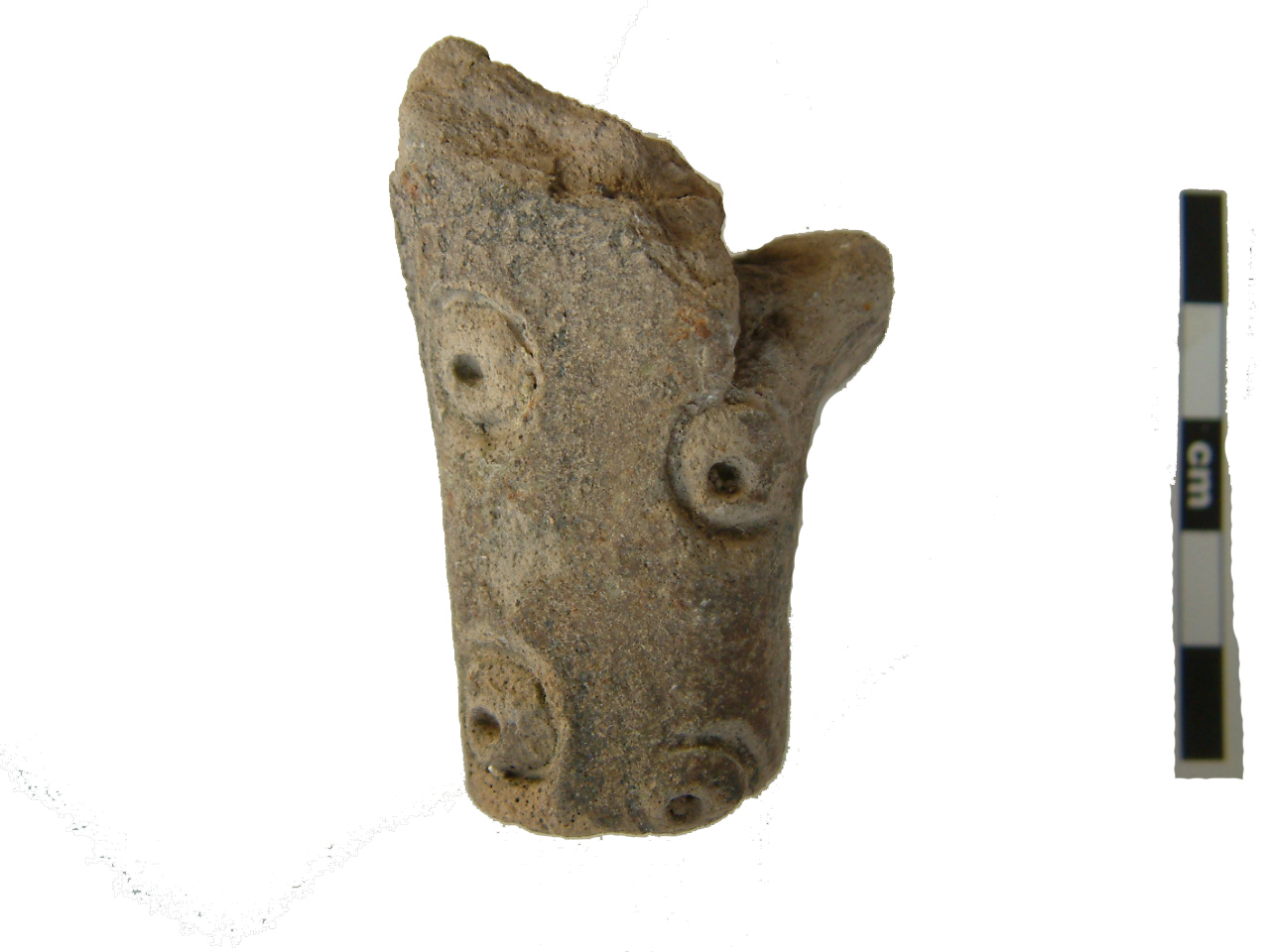
Frammento di ceramica di Laverstock di origini medievali

Il territorio aveva una conformazione tala da favorire i commerci con i centri vicini e coi porti di Southampton e Bristol. Nel medioevo fu molto attiva l'industria manifatturiera legata alla produzione di vasi e ceramiche, che furono di altissima qualità e apprezzate dai re d'Inghilterra. Questa particolare ceramica venne prodotta dall'XI al XIV secolo nei pressi dell'insediamento cittadino. I prodotti erano ampiamente distribuiti in tutta l'Inghilterra meridionale, inclusa Londra. I pezzi che sono stati recuperati ne consentono l'identificazione sicura e forniscono informazioni sui modelli di commercio e trasporto dell'epoca. Alcuni esempi sono conservati presso il Salisbury and South Wiltshire Museum. Per un certo periodo il fiume Bourne alimentò due mulini identificati sulla mappa del Wiltshire di Andrews e Durys del 1773 come Laverstoke Mill Manufactury e Toking Mill.